# Фраєнштайн-Тойфен
Фраєнштайн-Тойфен (нім. Freienstein-Teufen) — громада  в Швейцарії в кантоні Цюрих, округ Бюлах.

## Географія
Громада розташована на відстані близько 110 км на північний схід від Берна, 18 км на північ від Цюриха.
Фраєнштайн-Тойфен має площу 8,4 км², з яких на 9,7% дозволяється будівництво (житлове та будівництво доріг), 38,6% використовуються в сільськогосподарських цілях, 49,4% зайнято лісами, 2,3% не є продуктивними (річки, льодовики або гори).

## Демографія
2019 року в громаді мешкало 2389 осіб (+4,1% порівняно з 2010 роком), іноземців було 14,8%. Густота населення становила 284 осіб/км².
За віковим діапазоном населення розподілялося таким чином: 19,6% — особи молодші 20 років, 61,2% — особи у віці 20—64 років, 19,2% — особи у віці 65 років та старші. Було 981 помешкань (у середньому 2,4 особи в помешканні).
Із загальної кількості 691 працюючого 80 було зайнятих в первинному секторі, 113 — в обробній промисловості, 498 — в галузі послуг.